# Asistencia Asesoría y Administración
Asistencia Asesoría y Administración (укр. Розвиток, Консультації, Управління) — мексиканська федерація професійного реслінгу, розташована в місті Мехіко. Її заснував Антоніо Пенья в 1992 році після відділення від Consejo Mundial de Lucha Libre (CMLL). Він хотів просувати власний бізнес і зміг досягти цього. Нині РКУ гастролює зі своїми шоу не тільки по Мексиці а й по містам Сполучених Штатів і Японії. Відома своїми видовищними шоу з використанням карколомних трюків і прийомів. Протягом років свого існування РКУ співпрацювали з такими федераціями як World Wrestling Federation (WWF, нині WWE) і World Championship Wrestling.

## Зала слави
- В 2007 включено: Антоніо Пенья, Рей Містеріо-молодший
- В 2008 включено: Едді Герреро
- В 2009 включено: Пепе «Тропі» Касас
- В 2011 включено: Октагон
- В 2012 включено: Перро Агуайо
- В 2013 включено: Абісео Неґро
- В 2014 включено: Ель Бразо, Райо де Халіско